# Michel Constantin
Michel Constantin, pseudonimo di Constantin Hokloff (Parigi, 13 luglio 1924 – Draguignan, 28 agosto 2003), è stato un attore francese.

## Biografia
Di padre russo e madre polacca, emigrati in Francia come rifugiati bianchi, prima di approdare al cinema Michel Constantin fu operaio presso la Renault nei primi anni quaranta, poi responsabile in una ditta di macchinari tessili nell'immediato dopoguerra. Di alta statura e dal fisico atletico, negli anni cinquanta raggiunse il successo in campo sportivo, diventando campione di pallavolo e capitano della nazionale francese. L'esperienza sportiva lo portò al giornalismo, quale responsabile dei servizi di pallacanestro, pallamano e pallavolo per il quotidiano francese L'Équipe.
Alla fine degli anni cinquanta, dopo i successi conseguiti nello sport e nel giornalismo, Constantin esordì come attore cinematografico con un ruolo di primo piano nel dramma carcerario Il buco (1960) di Jacques Becker. Il personaggio dell'ex parà Geo Cassine, dal volto impassibile e scavato e dal fisico scattante, consentì a Constantin di superare brillantemente la prova d'esordio sul grande schermo. L'incisiva caratterizzazione e gli inconfondibili tratti somatici permisero all'attore di ottenere diversi ruoli di comprimario negli anni successivi, in particolare nei polizieschi Grisbì da un miliardo (1962), Maigret e i gangsters (1963) e Tutte le ore feriscono... l'ultima uccide (1966), quest'ultimo diretto da Jean-Pierre Melville.
Costantin ebbe un inatteso rilancio nel 1966 grazie al film d'esordio del regista José Giovanni, che lo volle in un ruolo di audace avventuriero nella pellicola La donna per una notte (1966). Da allora si confermò  tra i migliori caratteristi del cinema francese e internazionale, in thriller e polizieschi d'avventura, in ruoli di imperturbabile e "duro" fuorilegge che gli procurarono vasta popolarità. Tra le sue migliori interpretazioni sono da ricordare il ruolo di Greg in Ultimo domicilio conosciuto (1970) e di Xavier Saratov ne Il clan dei marsigliesi (1972), entrambi nuovamente per la regia di José Giovanni, del rapinatore Guilloux ne La paura dietro la porta (1975). Fu altrettanto efficace in ruoli di difensore della legge, come quello del commissario Campana in C'era una volta un commissario... (1971), dell'ispettore Michel Grazzi in L'ultima rapina a Parigi (1971) e dell'ispettore Palma ne La ragazza di via Condotti (1973). Nel 1974 fu co-protagonista, accanto a Giancarlo Giannini, del film Il bestione di Sergio Corbucci.
Dalla fine degli anni settanta fu anche protagonista di sceneggiati e serie televisive, mentre durante gli anni ottanta presentò per una stagione il programma televisivo a quiz Anagram, basato su giochi di parole e prove grammaticali.

## Vita privata
Dal matrimonio con Maud Serres, sposata nel 1957, Constantin ebbe la figlia Sophie, nata nel 1962.
Nel 1973 pubblicò il libro autobiografico Ma grande gueule, du volley-ball au cinéma, raccolta di ricordi legati alla sua carriera sportiva fino alla notorietà raggiunta nel cinema francese.

## Filmografia parziale
- Miss spogliarello (En effeuillant la marguerite), regia di Marc Allégret (1956) (non accreditato)
- Il buco (Le Trou), regia di Jacques Becker (1960)
- Quello che spara per primo (Un Nommé La Rocca), regia di Jean Becker (1961)
- Grisbì da un miliardo (La Loi des hommes), regia di Charles Gérard (1962)
- Maigret e i gangsters (Maigret voit rouge), regia di Gilles Grangier (1963)
- Les Gorilles, regia di Jean Girault (1964) (non accreditato)
- Licenza di esplodere (Ne nous fâchons pas), regia di Georges Lautner (1966)
- Una vampata di violenza (Les Grandes gueules), regia di Robert Enrico (1966)
- Tutte le ore feriscono... l'ultima uccide (La Deuxième souffle), regia di Jean-Pierre Melville (1966)
- La donna per una notte (La Loi du survivant), regia di José Giovanni (1967)
- Dalle Ardenne all'inferno, regia di Alberto De Martino (1967)
- Cento milioni per morire (Jert à Istanbul), regia di Francis Rigaud (1967)
- Una notte per 5 rapine (Mise à sac), regia di Alain Cavalier (1967)
- La stella del Sud (The Southern Star), regia di Sidney Hayers (1969)
- Quelli che sanno uccidere (Les Étrangers), regia di Jean-Pierre Desagnat (1969)
- Alla bella Serafina piaceva far l'amore sera e mattina (La Fiancée du pirate), regia di Nelly Kaplan (1969)
- L'Ardoise, regia di Claude Bernard-Aubert (1970)
- Ultimo domicilio conosciuto (Dernier domicile connu), regia di José Giovanni (1970)
- Dossier 212: destinazione morte (La peau de Torpédo), regia di Jean Delannoy (1970)
- Vertigine per un assassino (Vertige pour un tueur), regia di Jean-Pierre Desagnat (1970)
- Città violenta, regia di Sergio Sollima (1970)
- L'uomo venuto da Chicago (Un Condé), regia di Yves Boisset (1970)
- L'uomo dalle due ombre (De la part des copains), regia di Terence Young (1970)
- C'era una volta un commissario... (Il Était una fois un flic), regia di Georges Lautner (1971)
- Tre canaglie e un piedipiatti (Laissez aller...c'est une valse), regia di Georges Lautner (1971)
- L'ultima rapina a Parigi (La Part des lions), regia di Jean Larriaga (1971)
- Avec le coeur, regia di Rémy Grumbach (1972) - film TV
- Il clan dei francesi (Les Caïds), regia di Robert Enrico (1972)
- Il clan dei marsigliesi (La Scoumoune), regia di José Giovanni (1972)
- Funerale a Los Angeles (Un Homme est mort), regia di Jacques Deray (1972)
- Regolamento di conti (Les Hommes), regia di Daniel Vigne (1973)
- Tre per una grande rapina (Le Mataf), regia di Serge Leroy (1973)
- La ragazza di via Condotti, regia di Gérmane Lorente (1973)
- Hai mai provato...in una valigia? (La Valise), regia di Georges Lautner (1973)
- La Vitesse du vent, regia di Patrick Jamain (1974) - film TV
- O.K. patron, regia di Claude Vital (1974)
- Un lenzuolo non ha tasche (Un Linceul n'a pas de poches), regia di Jean-Pierre Mocky (1974)
- Il bestione, regia di Sergio Corbucci (1974)
- La paura dietro la porta (Au-delà de la peur), regia di Yannick Andréi (1975)
- Il sapore della paura (La Traque), regia di Serge Leroy (1975)
- Sahara Cross, regia di Tonino Valerii (1977)
- Quel maledetto treno blindato, regia di Enzo G. Castellari (1978)
- Ça fait tilt, regia di André Hunebelle (1978)
- Plein les poches pour pas un rond..., regia di Daniel Daërt (1978)
- Cappotto di legno, regia di Gianni Manera (1981)
- Signé Furax, regia di Marc Simenon (1981)
- Due ore meno un quarto avanti Cristo (Deux heures moins le quart avant Jésus-Christ), regia di Jean Yanne (1982)
- In nome di Carine (Tir groupé), regia di Jean-Claude Missiaen (1982)
- L'oro dei legionari (Les Morfalous), regia di Henri Verneuil (1984)
- Telephone, regia di Jean-Pierre Vergne (1985)
- Le Baston, regia di Jean-Claude Missiaen (1985)
- La Loi sauvage, regia di Francis Reusser (1988)
- Big Man – serie TV, episodio 1x05 (1988)
- Ville à vendre, regia di Jean-Pierre Mocky (1992)
- Paris Melody, regia di Youra Bouditchenko (1994)

## Doppiatori italiani
Nelle versioni in italiano dei suoi film, Michel Constantin è stato doppiato da:
- Glauco Onorato in Il buco, L'uomo dalle due ombre, L'oro dei legionari
- Pino Locchi in C'era una volta un commissario..., Funerale a Los Angeles
- Alessandro Sperlì in Dalle Ardenne all'inferno, Città violenta
- Michele Kalamera in Tre per una grande rapina
- Renato Mori in Il bestione
- Sergio Fiorentini in Sahara Cross
- Dario De Grassi in Big Man